# Cosey

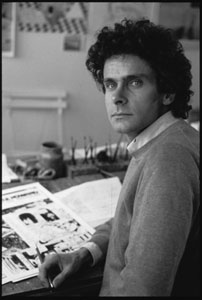

Bernard Cosendai, quien firma como Cosey, es un historietista suizo, nacido el 14 de junio de 1950 en Lausana. 

## Biografía y obra
A partir de 1966, el joven Bernard Cosendai trabaja como ilustrador en una agencia de publicidad. En 1969, uno de sus dibujos gana el tercer premio de un concurso organizado por Spirou.
En 1970, conoce a Derib que por entonces es el único dibujante de historietas profesional de Suiza. Cosey se convierte en su aprendiz y colorea Go West y Yakari. Derib le anima a lanzar sus propias series.
En 1971, Cosey dibuja tres aventuras de Monfreid et Tilbury en Le Soir Jeunesse, suplemento para la juventud del diario de Bruselas, con guiones de André-Paul Duchâteau. El año siguiente, entra en el diario de Lausana 24 heures, donde crea hasta 1974  Paul Aroïd, Clarence y Séraphin Ledoux. En 1975, entra en la revista Tintin con Jonathan, una serie de aventuras de un joven suizo en el Himalaya, una obra considerada como militante a favor del Tíbet. Esta serie tiene un gran éxito (nueve tomos entre 1975 y 1982).
En 1984, la interrumpe para realizar En busca de Peter Pan (que tuvo un gran éxito tanto crítico como de ventas) y El viaje a Italia.
Saigon-Hanoi (1992) recoge una conversación telefónica casual con el telón de fondo de la guerra de Vietnam y obtuvo el premio al mejor guion en Angulema 1993. Este volumen presenta la gran originalidad de desconectar los diálogos y los dibujos.
En 1997, Cosey vuelve al Tíbet donde ya había hecho cinco viajes, con la aventura número 12 de Jonathan. En 2005, Cosey crea para Spirou un díptico titulado Le Bouddha d'Azur, en el cual el tema del Tíbet es tratado de forma más profunda y documentada que en sus álbumes anteriores. Cosey anuncia que ya no ambientará ninguna aventura en el Tíbet.
En 2008 publica el nº14 de Jonathan ambientado en Birmania, país que Cosey visitó en 2007.
El 25 de enero de 2017, es galardonado con el Gran Premio de la Ciudad de Angulema.

## Ediciones en español
Las seis primeras aventuras de Jonathan fueron publicadas en dos tomos por Ponent Mon. El viaje a Italia y Saigon-Hanoi fueron editados por Ediciones Junior S. A. en su colección "Trazado libre".